# DEB-Pokal der Frauen 2002
Im erstmals ausgetragenen DEB-Pokal der Frauen konnte sich der Grefrather EC durchsetzen und den ersten Pokalsieger-Titel erringen.

## Modus
Nach Beendigung der Meisterschaftsvorrunde spielten die je drei Mannschaften aus den beiden Vorrundengruppen, die sich nicht für die Endrunde qualifizierten, gegen die drei nicht qualifizierten Mannschaften der anderen Gruppe jeweils ein Hin- und ein Rückspiel.

## Teilnehmer
| WSV Braunlage Eishexen | Grefrather EC Lady Panthers |
| EC Memmingen Indians   | DEC Tigers Königsbrunn      |
| Hannover Seahawks      | ESG Esslingen Pesky Kids    |

## Spiele
| 5. Januar 2002 18:15 Uhr | Grefrather EC | 3:1 | DEC Tigers Königsbrunn |  |

| 19. Januar 2002 16:45 Uhr | DEC Tigers Königsbrunn | 0:3 | Grefrather EC |  |

| 19. Januar 2002 19:30 Uhr | EHC Memmingen | 10:0 | Hannover Seahawks |  |

| 20. Januar 2002 20:00 Uhr | ESG Esslingen | 1:6 | Grefrather EC |  |

| 26. Januar 2002 17:00 Uhr | WSV Braunlage | 3:5 | EHC Memmingen |  |

| 2. Februar 2003 18:30 Uhr | ESG Esslingen | 5:4 | WSV Braunlage |  |

| 9. Februar 2002 16:45 Uhr | DEC Tigers Königsbrunn | 0:5 (nach Wertung) | Hannover Seahawks |  |

| 16. Februar 2002 17:00 Uhr | WSV Braunlage | 6:7 | ESG Esslingen |  |

| 16. Februar 2002 19:00 Uhr | Hannover Seahawks | 0:13 | DEC Tigers Königsbrunn |  |

| 23. Februar 2002 16:45 Uhr | EHC Memmingen | 2:6 | WSV Braunlage |  |

| 23. Februar 2002 19:00 Uhr | Hannover Seahawks | 0:6 | ESG Esslingen |  |

| 2. März 2002 16:45 Uhr | DEC Tigers Königsbrunn | 6:2 | WSV Braunlage |  |

| 2. März 2002 19:30 Uhr | EHC Memmingen | 2:2 | Grefrather EC |  |

| 9. März 2002 17:00 Uhr | WSV Braunlage | 5:0 (nach Wertung) | DEC Tigers Königsbrunn |  |

| 9. März 2002 19:00 Uhr | Hannover Seahawks | 0:12 | EHC Memmingen |  |

| 16. März 2002 19:00 Uhr | Grefrather EC | 4:1 | ESG Esslingen |  |

| 23. März 2002 20:00 Uhr | Grefrather EC | 1:1 | EHC Memmingen |  |

| 24. März 2002 12:00 Uhr | ESG Esslingen | 14:0 | Hannover Seahawks |  |

## Kreuztabelle
| Verein                 | GEC | EHCM | WSVB | DECK | ESGE | HECK |
| ---------------------- | --- | ---- | ---- | ---- | ---- | ---- |
| Grefrather EC          |     | 1:1  | -    | 3:1  | 4:1  | -    |
| EHC Memmingen          | 2:2 |      | 2:6  | -    | -    | 10:0 |
| WSV Braunlage          | -   | 3:5  |      | 5:0  | 6:7  | -    |
| DEC Tigers Königsbrunn | 0:3 | -    | 6:2  |      | -    | 0:5  |
| ESG Esslingen          | 1:6 | -    | 5:4  | -    |      | 14:0 |
| Hannover Seahawks      | -   | 0:12 | -    | 0:13 | 0:6  |      |

## Endstand
Die Lady Panthers des Grefrather EC konnten nach der ersten Austragung des Pokalwettbewerbs 2002 zum zweiten Male den Pokalwettbewerb der Frauen gewinnen.
| Platz | Mannschaft                  | Spiele | Siege | Unent. | Niederl. | Tore  | Punkte |
| ----- | --------------------------- | ------ | ----- | ------ | -------- | ----- | ------ |
|       | Grefrather EC Lady Panthers | 6      | 4     | 2      | 0        | 19:06 | 10:02  |
|       | EHC Memmingen Indians       | 6      | 3     | 2      | 1        | 32:12 | 08:04  |
|       | ESG Esslingen Pesky Kids    | 6      | 4     | 0      | 2        | 34:20 | 08:04  |
| 4.    | DEC Tigers Königsbrunn      | 6      | 2     | 0      | 4        | 20:18 | 04:08  |
| 5.    | WSV Braunlage Eishexen      | 6      | 2     | 0      | 4        | 26:25 | 04:08  |
| 6.    | Hannover Seahawks           | 6      | 1     | 0      | 5        | 05:55 | 02:10  |